# بیورن هلاند-هانسن
بیورن هلاند-هانسن (انگلیسی: Bjørn Helland-Hansen; ۱۶ اکتبر ۱۸۷۷ – ۷ سپتامبر ۱۹۵۷) دانشمند در زمینه اقیانوس‌نگاری اهل نروژ بود. وی همچنین برندهٔ جوایزی همچون مدال الکساندر اگسیز و مدال گونروس شده‌است.